# Phalangopsis longipes
Phalangopsis longipes är en insektsart som beskrevs av Jean Guillaume Audinet Serville 1831. Phalangopsis longipes ingår i släktet Phalangopsis och familjen syrsor. Inga underarter finns listade i Catalogue of Life.